# Aladí (pel·lícula)
|  | Aquest article tracta sobre la pel·lícula italiana de 1986. Si cerqueu les pel·lícules de Disney, vegeu «Aladdin». |

Aladí (títol original en italià: Superfantagenio) és una pel·lícula italiana dirigida per Bruno Corbucci, estrenada l'any 1986. Es tracta d'una adaptació moderna del conte Aladí i la llàntia meravellosa. Ha estat doblada al català.

## Argument
A Miami, Albert "Al" Hadin, un jove treballa a Tony la Brocante, un brocanter, amb la finalitat de fer-se amb una mica de diners. Un dia, descobreix enterrada sota un munt de ferralla, una vella làmpada que decideix netejar. Mentre la frega, sota els seus ulls sorpresos apareix llavors el geni de la làmpada, que és capaç d'acomplir totes les peticions de Al Hadin ! Un sol problema: quan arriba la nit, els poders magiques del geni s'esvaeixen, i esdevé un home normal.

## Repartiment
- Bud Spencer: Eugène, el geni de la làmpada
- Luca Venantini: Al Haddin
- Julian Voloshin: Jeremiah
- Diamy Spencer: Patricia O'Connor
- Janet Ågren: Janet Haddin
- Tony Adams: Monty Siracusa
- Fred Buck: el sergent O'connor

## Al voltant de la pel·lícula
- Encara que italiana, la pel·lícula té lloc a Miami (EUA).